# ツインズな探偵
『ツインズな探偵』（ツインズなたんてい）は、1999年から2003年までフジテレビ系「金曜エンタテイメント」で放送されたテレビドラマシリーズ。全3回。主演は浅野ゆう子と久本雅美。

## ストーリー
フィットネスクラブで働く若菜と保険会社で働く春菜。境遇も性格も異なる二人が唯一一緒なのは生年月日だけ。そんな運命のいたずらに引き裂かれた「双子姉妹」が殺人事件の謎を解き明かす。

## キャスト

### レギュラー
浅井若菜
演 - 浅野ゆう子（少女時代：斉藤奈々〈第1作〉）
春菜の双子の姉。フィットネスクラブのチーフインストラクター。第2作はフィットネスクラブをリストラされ、クラブ「リサ」のホステスになる。
高千穂春菜
演 - 久本雅美
若菜の双子の妹。東和生命保険調査部主任。
安藤
演 - 佐藤正宏（第1作・第2作）
乃木坂警察署の刑事課長。

### ゲスト
第1作「美人だが不倫中の女と男に縁がない熱血保険調査員…境遇も性格も正反対の2人は連続殺人容疑者と捜査員!? 唯一の共通点は生年月日 」（1999年）
- 秋山貞治（レストランのシェフ） - 鶴見辰吾
- 工藤豊彦（アウトレット店副社長） - 梶原善
- 村井百合子（村井の妻） - 寺田千穂
- 井崎美紀（インストラクター） - 釈由美子
- 山下（春菜の部下） - 古賀清
- レストラン店員 - 後藤祐里
- 美容院店員 - 宇梶剛士
- 釣り人 - 山田明郷
- 音楽隊 - ポカスカジャン
- 木下（志保の芸者仲間） - 市川千恵子
- 高千穂志保（春菜の母） - 風見章子
- 村井康夫（アウトレット店社長・若菜の愛人） - 渡辺裕之
- 森麻衣子、栗栖ゆきな、前田彩乃、内谷正史、森雅晴、岸田修治、城ミチル、かとうみゆき、大地輪子、佐藤勝栄、新田聡子、パー&ナー

第2作「ホステス保険金殺人の罠」（2000年）
- 河合涼子（クラブ「リサ」ママ） - 伊佐山ひろ子
- 福島高道（クラブ「リサ」マネージャー） - 宇梶剛士
- 松宮幸恵（クラブ「リサ」ホステス） - 小高恵美
- 滝田美也子（インストラクター） - 中村綾
- 市川（東和生命保険 社員） - てるやひろし
- 茜（インストラクター） - 小池栄子
- 頼子（インストラクター） - 円本夏子
- 香織（インストラクター） - 後藤祐里
- 初音（クラブ「リサ」ホステス） - 及川仲
- 取り立て屋 - ポカスカジャン
- 山田（東和生命保険 社員） - 伊藤正之
- 雄太 - 高井裕基
- 松下（フィットネスクラブ専務） - 田山涼成
- 沢木雅人（沢木総合病院 院長・美也子の婚約者） - 川崎麻世
- 村田洋一（町医者・沢木の腹違いの兄） - 石田純一
- 内谷正史、山本千香子、稲森明美、江口侑輝、飯塚俊太郎、元気安、上地宝、坂井三恵、鈴木美代子、城ミチル、津留崎真紀、田辺みつる

第3作「不幸のどん底に追い込まれた双子の姉に突然舞い降りた地位と名声」（2003年）
- 藤沢理恵（通販会社社員） - 久我陽子
- 近田清吉（ホームレス） - 佐藤正宏
- 黒川静夫（刑事） - 山田明郷
- 達川稔（通販会社社員） - 伊藤正之
- 島田翔子（フィットネスクラブ） - 小島可奈子
- 竹田元彦 - 田中哲司
- 松本千明（松本の娘） - 大田ななみ
- 海野孝太 - 伊方勝
- 大沢浩市（顧問弁護士） - 今井雅之
- 松本隆夫（通販会社社長） - 風間トオル
- 鈴木由香、山田幸伸、清水拓蔵、丸山沙綾、清水ひとみ、翁和輝、籠原大輔、出口正義、三坂絵里香、星ひとみ、深瀬若華、逸見春菜

## スタッフ
- フジテレビ編成企画 - 清水賢治（第1作）、瀧山麻土香（第1作）、金井卓也（第2作・第3作）、長部聡介（第3作）
- プロデューサー - 森川真行（FINE）、石橋晋也（FINE、第1作・第2作）
- 脚本 - 石原武龍
- 演出 - 伊藤寿浩
- 技術プロデューサー - 佐々木俊幸（第1作）、石井勝浩（第2作・第3作）
- 撮影 - 伊藤清一（第1作・第2作）、白井哲矢（第3作）
- 照明 - 額田賢一
- 音声 - 吉田登（第1作）、竹中泰（第2作）、田中康之（第3作）
- VE - 鈴木康公（第1作）、植木康弘（第2作）、藤本伊知郎（第3作）
- 編集 - 松尾浩（第1作）、深沢佳文（第2作）、磯部由美子（第3作）
- ライン編集 - 伊藤裕之（第1作・第2作）、浅沼美奈子（第3作）
- 選曲 - 小堀博孝（第1作）、矢部公英（第2作）、原田慎也（第3作）
- 効果 - 原田慎也（第1作）、大貫悦男（第2作）
- MA - 亀山貴之（第1作）、的池将（第2作）、阿部哲也（第3作）
- 技術デスク - 石井勝浩（第1作）
- 美術プロデューサー - 北林福夫
- デザイン - 吉見邦弘（第1作）
- 美術進行 - 山下雅紀（第1作）、森田智弘（第2作）、杉山貴直（第3作）
- 装飾 - 熊倉秀一（第1作）、兼田一雄（第2作）、林成利（第3作）
- 持道具 - 原早苗（第1作）、寺澤麻由美（第2作）、清家正文（第3作）
- 衣裳 - 石井久美子（第1作）、沖田正次（第2作）、渡辺純好（第3作）
- ヘアメイク - 竹下フミ、佐藤宏恵（第1作）、金原理恵子（第1作）、佐々木精一（第2作）、白井ユリ（第2作・第3作）、古谷久美子（第3作）
- スタイリスト - 谷口みゆき、篠塚奈美（第2作）、金子美和（第2作）
- フジテレビ広報担当 - 石田卓子
- スチール - 大原健二
- 車輌 - ドルフィンズ
- アクションコーディネーター - 山田一善（第1作）、ジャパンアクションクラブ（第2作）、スタントチームGocoo（第3作）
- 演出補 - 田澤直樹（第1作・第2作）、島田宏明（第1作）、塩入秀吾（第1作）、津崎敏喜（第3作）
- 記録 - 中嶋菁子（第1作・第2作）、湯田恵美子（第3作）
- 制作進行 - 清藤唯靖（第1作）、岩城景子（第1作）
- プロデューサー補 - 桐田恭子（第1作）、石塚清和（第1作・第3作）
- 撮影協力
  - 第1作 - Maholova MINOE、ATLAS、シーポマニアマリーナ、油壺エデンの園、ホンダプリモ城東、開洋亭、Rover Group Japan、C'est Ma ligne、ローバージャパン
  - 第2作 - スポーツクラブ ルネサンス、瑞の里　○久旅館、昭和大学藤が丘リハビリテーション病院、アルゴテクノス21、アルゴインテリジェントサービス、九十九ラーメン、関西ペイント
  - 第3作 - 新宿パークタワー、恵比寿プライムスクエア、東京ロケーションボックス、東京都
- 技術協力 - バスク
- 美術協力 - フジアール
- 制作 - フジテレビ、ファインエンターテイメント

## 放送日程
| 話数 | 放送日        | サブタイトル | 脚本     | 演出     |
| ---- | ------------- | --- | -------- | -------- |
| 1    | 1999年7月09日 | 美人だが不倫中の女と男に縁がない熱血保険調査員… 境遇も性格も正反対の2人は連続殺人容疑者と捜査員!? 唯一の共通点は生年月日 | 石原武龍 | 伊藤寿浩 |
| 2    | 2000年7月07日 | ホステス保険金殺人の罠                                                                                                   | 石原武龍 | 伊藤寿浩 |
| 3    | 2003年2月21日 | 不幸のどん底に追い込まれた双子の姉に突然舞い降りた地位と名声                                                             | 石原武龍 | 伊藤寿浩 |

## エピソード
本作で双子の姉妹との設定の浅野ゆう子と久本雅美は生年は異なるがともに7月9日生れである。これは、本作の本放送時、久本が浅野と同い年生まれと公式に発表していたため、スタッフ側が同い年・同じ誕生日との共通点から本作を企画したものだったが、第3作の放送後に久本が年齢をサバ読みしていたことが発覚した。